# Римська свічка

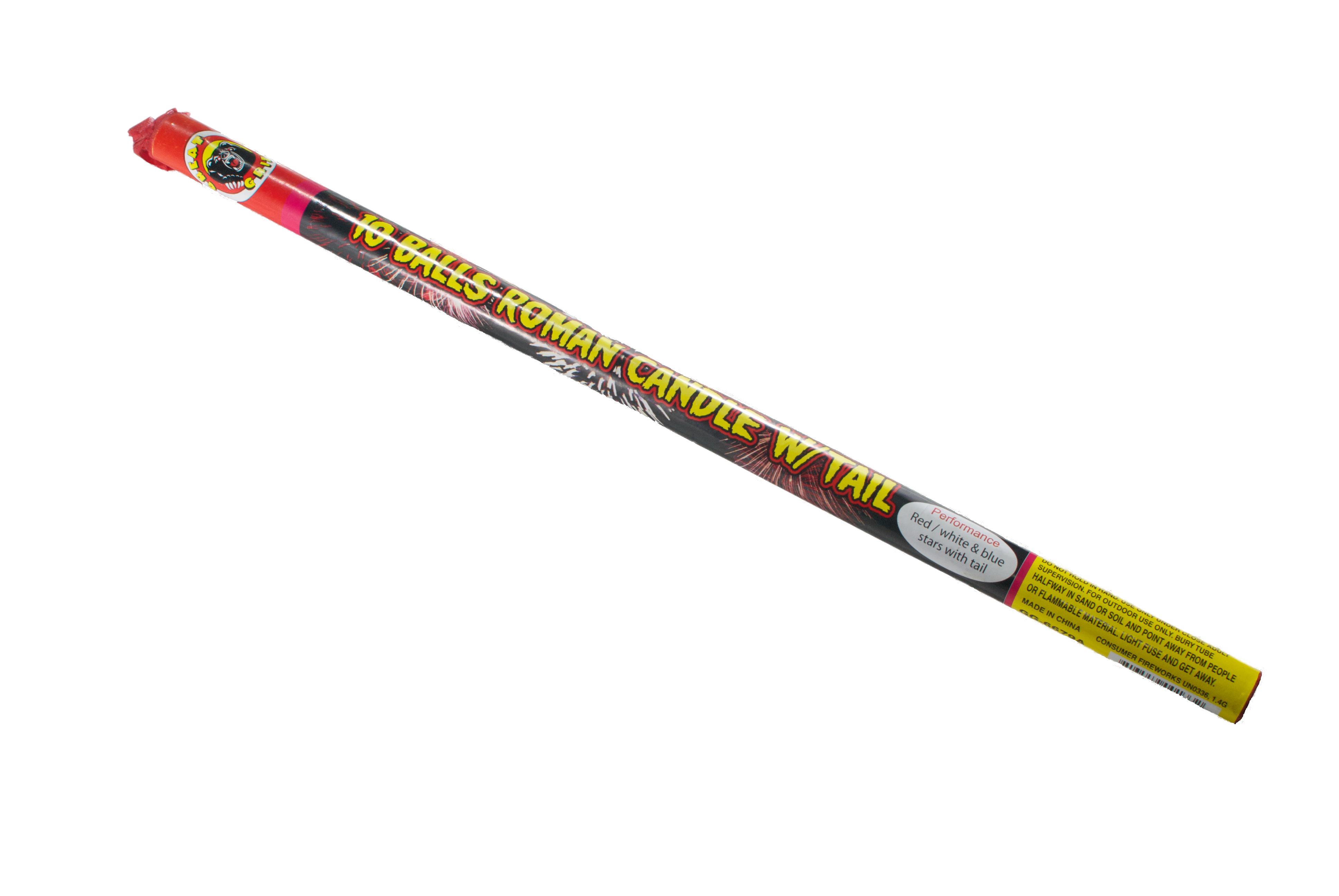
Римська свічка

Римська свічка — це багатозарядний піротехнічний виріб, що використовується в розважальних цілях. Римська свіча стріляє зарядами, у вигляді снопа іскор, або (і) заряду феєрверка. Римська свічка є досить надійним піротехнічним виробом, що набув значної популярності. В деяких країнах римські свічки заборонені.

## Опис та конструкція
Римська свіча являє собою картонну або бамбукову трубку діаметром від 6 міліметрів, до 8 сантиметрів.
Конструкція римської свічки: зверху вниз — ґніт і запальний заряд, сповільнювач, зірка, вихідний заряд, картонна трубка, обгортковий папір, глиняна заглушка. Часто перші заряди мають більше детонуючої виштовхувальної речовини, це пов'язано з меншою довжиною умовного "ствола", якщо заряди будуть однакові, то в такому разі останні заряди вилітатимуть на значно більшу відстань, ніж перші
. Зазвичай римська свічка має від 20 до 30 зарядів.
Римська свічка є картонною трубкою. Знизу трубка має міцну заглушку із глини або цементу.  По всій довжині трубки проходить ґніт, що виходить назовні.  У трубку почергово запресовані (знизу вгору): метальний заряд (порох, бензоліфт), піротехнічний елемент (ним може виступати зірка, комета, розривний снаряд із салютом), запобіжний пиж (картонний диск, тирса).  Потім знову: заряд, снаряд, пиж.
При запаленні ґніт горить зверху вниз, вогонь спочатку проходить повз пиж, повз снаряд і доходить до пороху.  Відбувається постріл, снаряд може спалахувати як від полум'я пострілу, так і заздалегідь, від ґніту, що горить (зірка, комета).
Запобіжний пиж, що йде слідом, не дає полум'ю пострілу проникнути вглиб римської свічки і підпалити наступні заряди. Затримка пострілів організується палаючим ґнотом, що проходить крізь пиж.

## Використання на практиці
Для встановлення римської свічки необхідно вибрати відкритий простір, далеко від будівель, дерев і людей. Доцільно встановити свічки на спеціальній стійці або на горизонтальній поверхні, яка має бути стійкою і не схильною до запалювання. Перед запалюванням слід перевірити, щоб нічого не заважало свічці, і переконатися, що вона стоїть у вертикальному положенні .
Згідно з правилами безпеки римська свіча має використовуватися лише закріпленою, на землі. Але дуже часто "римська свіча" використовується з рук, тобто з грубим порушенням техніки безпеки. Історично були випадки застосовання римських свічок у військових цілях, як освітлювальний або сигнальний засіб.